# Трёхголовый Голец
Трёхголовый Голец — высшая точка Приморского хребта в Прибайкалье. Расположен между Ольхонским и Качугским районами Иркутской области. На нём хорошо выделяются три вершины, которые отчётливо видны со стороны Байкала.
Находится в тундровой безлесной зоне, имеет куполообразный вид. У него пологие без всякой растительности склоны, покрытые курумами, взобраться на которые можно с любой стороны.
Отсюда берёт своё начало река Сарма, впадающая в Байкал. Также здесь своё начало берёт река Средняя Иликта (приток Иликты, левого притока Лены).